# IC 4910
IC 4910 је спирална галаксија у сазвјежђу Паун која се налази на листи објеката дубоког неба у Индекс каталогу.
Деклинација објекта је - 56° 51' 48" а ректасцензија 19h 57m 47,2s. Привидна величина (магнитуда) објекта IC 4910 износи 14,8 а фотографска магнитуда 15,6. IC 4910 је још познат и под ознакама ESO 185-33, PGC 63879.